# Whirlpool Corporation
Whirlpool Corporation is een Amerikaanse fabrikant van huishoudelijke apparatuur. Het bedrijf, dat werd opgericht in 1911, had in 2015 ca. 97.000 werknemers en een jaaromzet van $ 20,8 miljard. Het hoofdkwartier van Whirlpool is gevestigd in Benton Charter Township, Michigan. Onder meer de merknamen Bauknecht, Indesit en KitchenAid zijn eigendom van het bedrijf.

## Geschiedenis
Whirlpool werd opgericht in 1911 als Upton Machine Corporation. Het bedrijf was gevestigd te Saint Joseph in Michigan. Men vervaardigde elektrische was- en wringmachines met motoraandrijving, zoals dat toen heette. In 1929 fuseerde het bedrijf met Nineteen Hundred Washer Co.. De naam werd toen: Nineteen Hundred Corporation, een naam die in 1950 in Whirlpool Corporation werd veranderd. In 1957 werd een belang genomen in Brasmotor SA en kreeg een aanzienlijk marktaandeel in Brazilië voor grote huishoudelijke apparaten.
In 1986 werd KitchenAid opgekocht en in 1989 werd een Europese joint venture aangegaan met Philips, dat in 1972 het Italiaanse bedrijf Ignis en in 1982 Bauknecht had overgenomen. In 1991 nam Whirlpool de witgoed-activiteiten van Philips geheel over.
In 2002 werd Polar overgenomen, de belangrijkste Poolse fabriek van huishoudelijke apparaten. In 2005 kwam te Wrocław een fabriek in productie waar kookplaten en inbouwovens voor heel Europa worden geproduceerd. Ook zijn daar fabrieken voor afwasmachines en koelkasten en een ontwikkelingslaboratorium. In 2006 werd het Amerikaanse bedrijf Maytag overgenomen, een wasmachinefabrikant die sedert 1893 actief is.

## Producten
Whirlpool vervaardigt en verkoopt groot witgoed. Het betreft was- en droogmachines, koelkasten, afwasmachines, magnetrons, ovens, kookplaten, keukenmixers en afzuigkappen.